# Broomfield (Somerset)
Broomfield è una parrocchia civile del Somerset, in Inghilterra. Secondo il censimento del 2011, la popolazione era di 249 abitanti, ma secondo stime non ufficiali più recenti si è ridotta a meno di 100 abitanti.

## Geografia
È un'amena e tranquilla località situata sulle colline delle Quantock Hills, formata da isolate fattorie e cottage distribuite su una superficie di oltre 4 000 acri. Broomfield è il villaggio alla maggior altitudine tra quelli delle Quantock Hills. Il centro del paese è la chiesa mentre l'attrazione turistica più importante è l'area protetta di Fyne Court. Il capoluogo della contea, Taunton, si trova 8 km a sud di Broomfield.

## Storia
A circa 2 km dal villaggio si trova la fortezza di collina chiamata Ruborough Camp, insediamento che risale all'Età del ferro, dalla quale partiva un tunnel, oggi interrato, che la congiungeva a una fonte d'acqua. Dopo la conquista normanna dell'Inghilterra nell'XI secolo, il territorio che fa oggi parte della parrocchia fu di proprietà di William de Mohun of Dunster, 1º earl del Somerset. Broomfield fu parte della centena di Andersfield.

## Amministrazione
Il locale Consiglio di parrocchia ha responsabilità che riguardano i problemi locali come la riscossione di una tassa che copra le spese del consiglio e la stesura di resoconti annuali per la consultazione dei cittadini. Valuta i piani di sviluppo locale e collabora con polizia, Consiglio di distretto e Neighbourhood Watch (istituzione britannica che raggruppa i cittadini di un centro abitato per problemi di pubblica sicurezza e traffico). Promuove progetti per la manutenzione dei beni comunali e organizza la conservazione ambientale locale.
Il villaggio fa parte del distretto non metropolitano di Sedgemoor, nato nell'aprile 1974 dopo che era stato parte del Distretto rurale di Bridgwater. Il Consiglio di distretto ha la responsabilità per i permessi di costruire, il controllo degli edifici, le strade locali, le case popolari, la salute ambientale, i mercati pubblici, le feste locali, la rimozione e il riciclo dei rifiuti, i cimiteri, le cremazioni, i servizi per il tempo libero, i parchi e il turismo.
Il Consiglio della contea del Somerset è invece responsabile per la pubblica istruzione, i servizi sociali, le biblioteche, le strade principali, i trasporti pubblici, la polizia, i vigili del fuoco, il controllo dei commercianti, la gestione dei rifiuti e la pianificazione strategica.
Broomfield rientra nella giurisdizione del collegio elettorale di Bridgwater and West Somerset, rappresentato nella camera dei comuni del Parlamento, e del collegio elettorale della South West England rappresentato al Parlamento europeo.

## Monumenti e luoghi d'interesse
- Chiesa di St. Mary and All Saints, monumento classificato di primo grado costruito nel XV e XVI secolo. Al suo interno si trova il tavolo di laboratorio dello scienziato Andrew Crosse e nel suo cortile un obelisco dedicato allo stesso Crosse.
- Fyne Court, area naturale protetta che fa parte dal 1967 del patrimonio della National Trust for Places of Historic Interest or Natural Beauty. Era in origine il parco della tipica casa di campagna inglese della famiglia Crosse; l'edificio principale andò a fuoco nel 1894, negli edifici rimasti vi sono gli uffici legati alla National Trust.[3]